# Maicon Douglas Sisenando
Maicon Douglas Sisenando, často nazývaný pouze Maicon (* 26. červenec 1981, Novo Hamburgo) je bývalý brazilský fotbalista. Hrál na pozici obránce.

## Klubová kariéra
S Interem Milán vyhrál v sezóně 2009/10 Ligu mistrů UEFA a následně i Mistrovství světa klubů. Čtyřikrát se s Interem stal mistrem Itálie (2006/07, 2007/08, 2008/09, 2009/10), dvakrát získal italský pohár (2009/10, 2010/11).V roce 2012/13 skončil s Manchesterem City druhý v Premier League.A V dresu Cruzeira EC si roku 2003 připsal titul brazilský, ve stejném roce získal i brazilský pohár.A

## Reprezentační kariéra
Maicon nastupoval za brazilskou reprezentaci U20.

Zúčastnil se Mistrovství světa hráčů do 20 let 2001 v Argentině, kde mladí Brazilci vypadli ve čtvrtfinále s Ghanou (porážka 1:2).
V dresu A-mužstva brazilské reprezentace hrál na mistrovství světa v JAR roku 2010. Na tomto šampionátu byl federací FIFA zařazen i do all-stars týmu. Dvakrát vyhrál Konfederační pohár FIFA (2005, 2009), taktéž dvakrát s národním týmem triumfoval na mistrovství jižní Ameriky (Copa América), a to v letech 2004 a 2007. Má též stříbrnou medaili z mistrovství střední a severní Ameriky (Zlatý pohár CONCACAF) 2003.
Trenér Luiz Felipe Scolari jej vzal na domácí Mistrovství světa 2014 v Brazílii. V semifinále proti Německu byl u historického brazilského debaklu 1:7, v prvním poločase chaotická brazilská obrana dovolila Němcům do 29. minuty pětkrát skórovat. Brazilci obsadili konečné čtvrté místo a zůstali bez medaile.

### Reprezentační góly
| Gól | Datum              | Místo                                                    | Zápas | Soupeř        | Skóre | Výsledek                         | Soutěž                            |
| --- | ------------------ | -------------------------------------------------------- | ----- | ------------- | ----- | -------------------------------- | --------------------------------- |
| 1   | 14. července 2003  | Aztécký stadion, Ciudad de México, Mexiko                | 2     | Honduras      | 1–0   | 2–1                              | Zlatý pohár CONCACAF 2003         |
| 2   | 10. července 2007  | Estadio José Pachencho Romero, Maracaibo, Venezuela      | 25    | Uruguay       | 1–0   | 2–2 (po prodloužení), 5–4 (pen.) | Copa América 2007                 |
| 3   | 22. srpna 2007     | Stade de la Mosson, Montpellier, Francie                 | 27    | Alžírsko      | 1–0   | 2–0                              | Přátelský zápas                   |
| 4   | 20. listopadu 2008 | Bezerrão, Gama, Brazílie                                 | 42    | Portugalsko   | 3–1   | 6–2                              | Přátelský zápas                   |
| 5   | 18. června 2009    | Loftus Versfeld Stadium, Pretorie, Jihoafrická republika | 45    | USA           | 3–0   | 3–0                              | Konfederační pohár FIFA 2009      |
| 6   | 15. června 2010    | Ellis Park Stadium, Johannesburg, Jihoafrická republika  | 59    | Severní Korea | 1–0   | 2–1                              | Mistrovství světa ve fotbale 2010 |
| 7   | 16. listopadu 2013 | Hard Rock Stadium, Miami, USA                            | 69    | Honduras      | 3–0   | 5–0                              | Přátelský zápas                   |

## Úspěchy
- Tým roku podle UEFA – 2010[17]